# Moulin-Mage
Moulin-Mage, auf Okzitanisch Molin Màger, ist eine französische Gemeinde mit 304 Einwohnern (Stand: 1. Januar 2022) im Département Tarn in der Region Okzitanien. Sie gehört zum Arrondissement Castres und ist Mitglied im Gemeindeverband Communauté de communes du Haut-Languedoc. Die Bewohner werden Moulins-Mageois und Moulin-Mageoises, auf Okzitanisch „Los Molinmajòls“, genannt.

## Lage
Die Gemeinde grenzt im Nordwesten an Murasson, im Nordosten an Barre, im Südosten an Murat-sur-Vèbre und im Südwesten an Lacaune. Neben der Hauptsiedlung umfasst Moulin-Mage auch die Weiler La Trivalle, Lacombe, Cabannes, Rieuviel und Lestiés. An der östlichen und südöstlichen Gemeindegrenze verläuft das Flüsschen Viau.

## Bevölkerungsentwicklung
| Jahr      | 1962 | 1968 | 1975 | 1982 | 1990 | 1999 | 2008 | 2015 |
| --------- | ---- | ---- | ---- | ---- | ---- | ---- | ---- | ---- |
| Einwohner | 382  | 381  | 346  | 358  | 365  | 364  | 328  | 303  |

## Sehenswürdigkeiten
- Kirchen Notre-Dame und Saint-Hilaire de Cabannes
- Flurkreuze
- Statuenmenhire
- Kriegerdenkmal

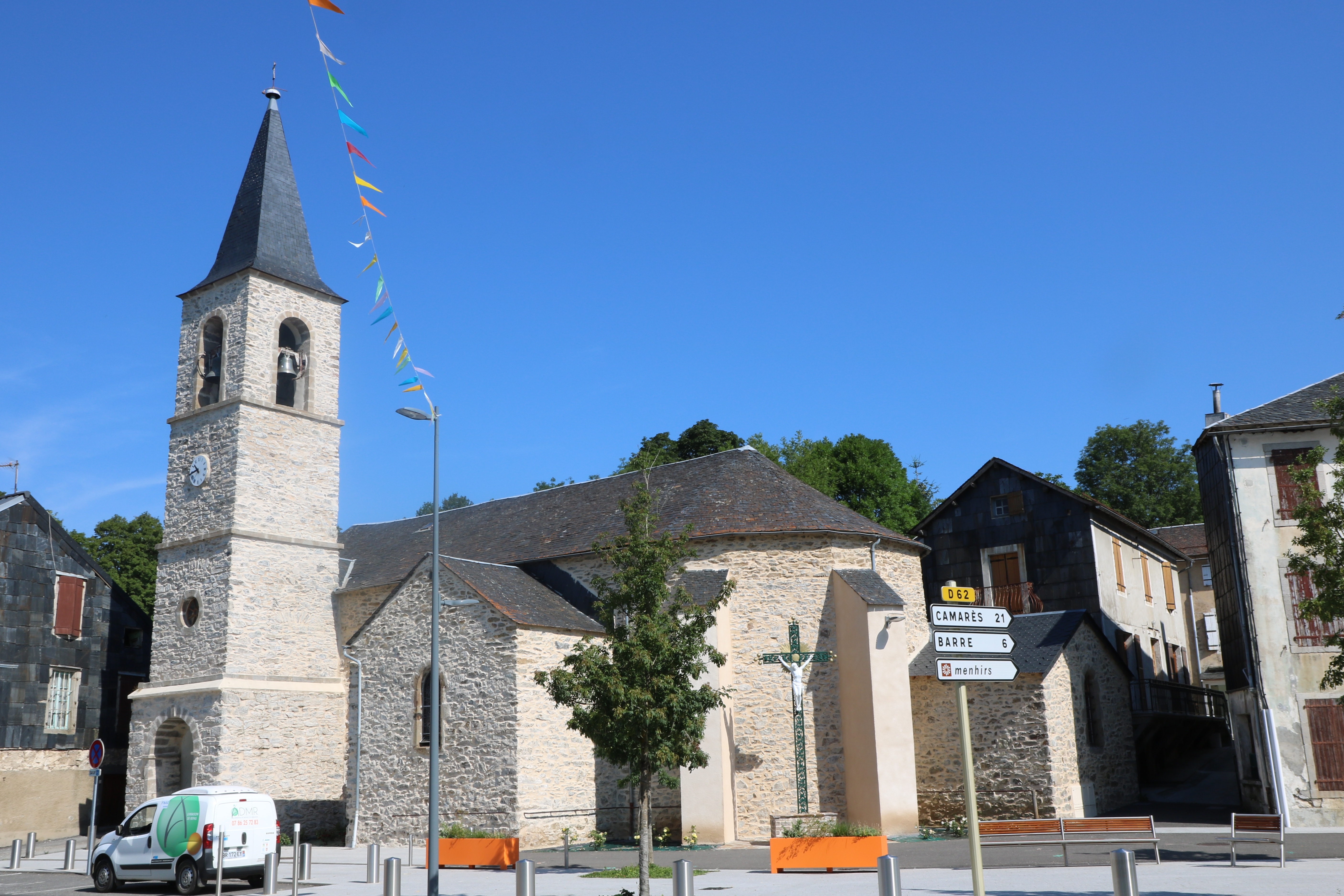
Kirche Notre-Dame
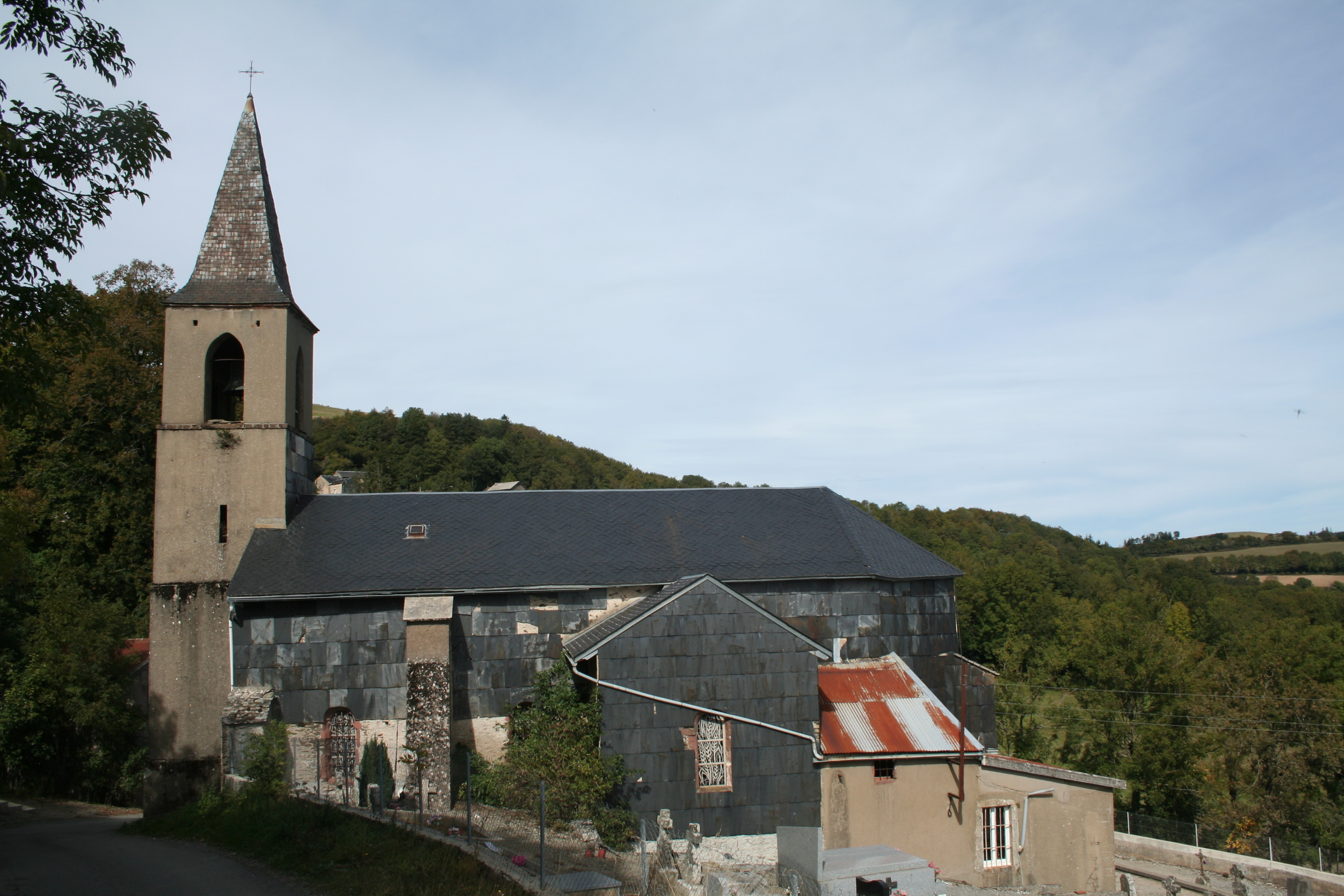
Kirche Saint-Hilaire
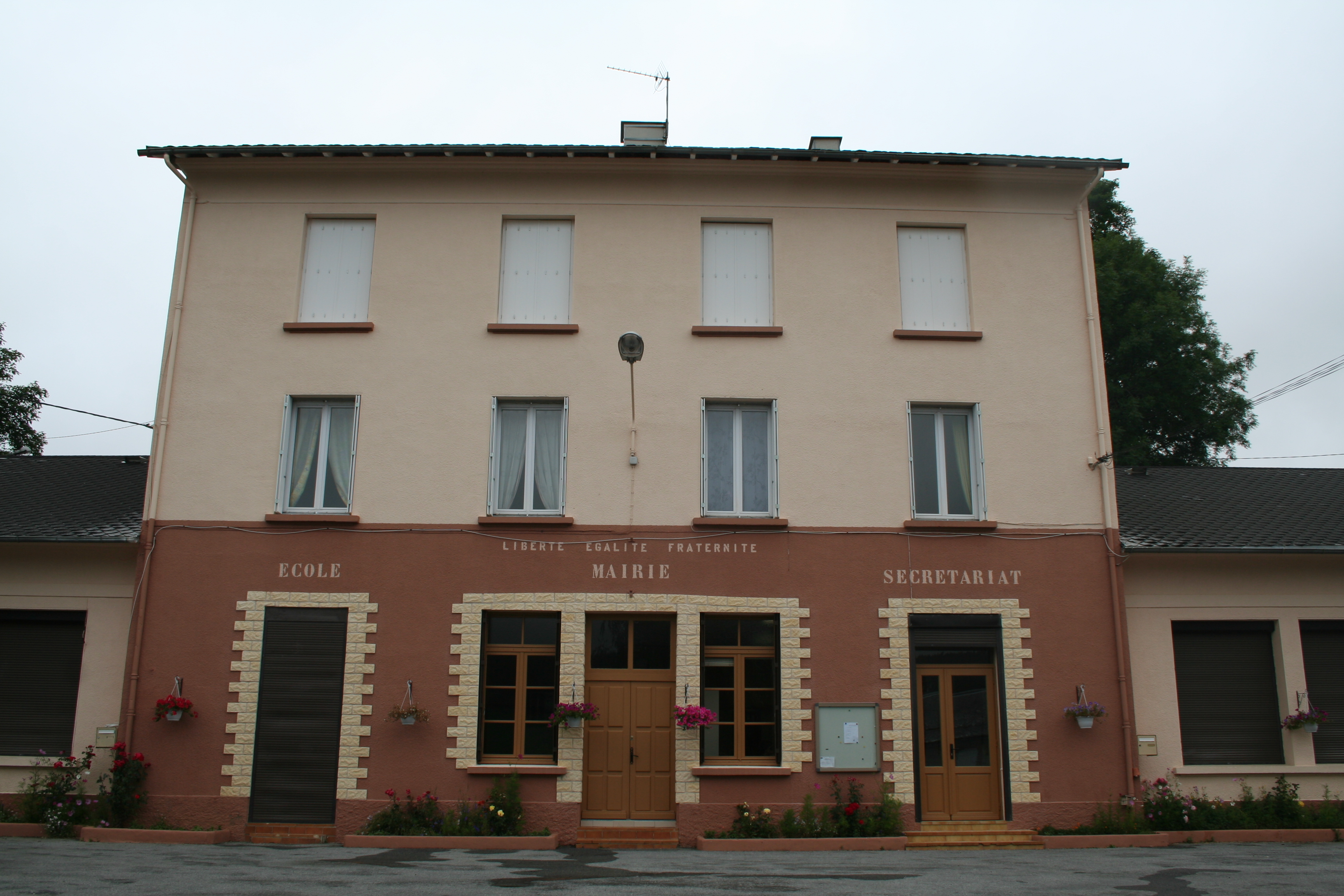
Mairie Moulin-Mage
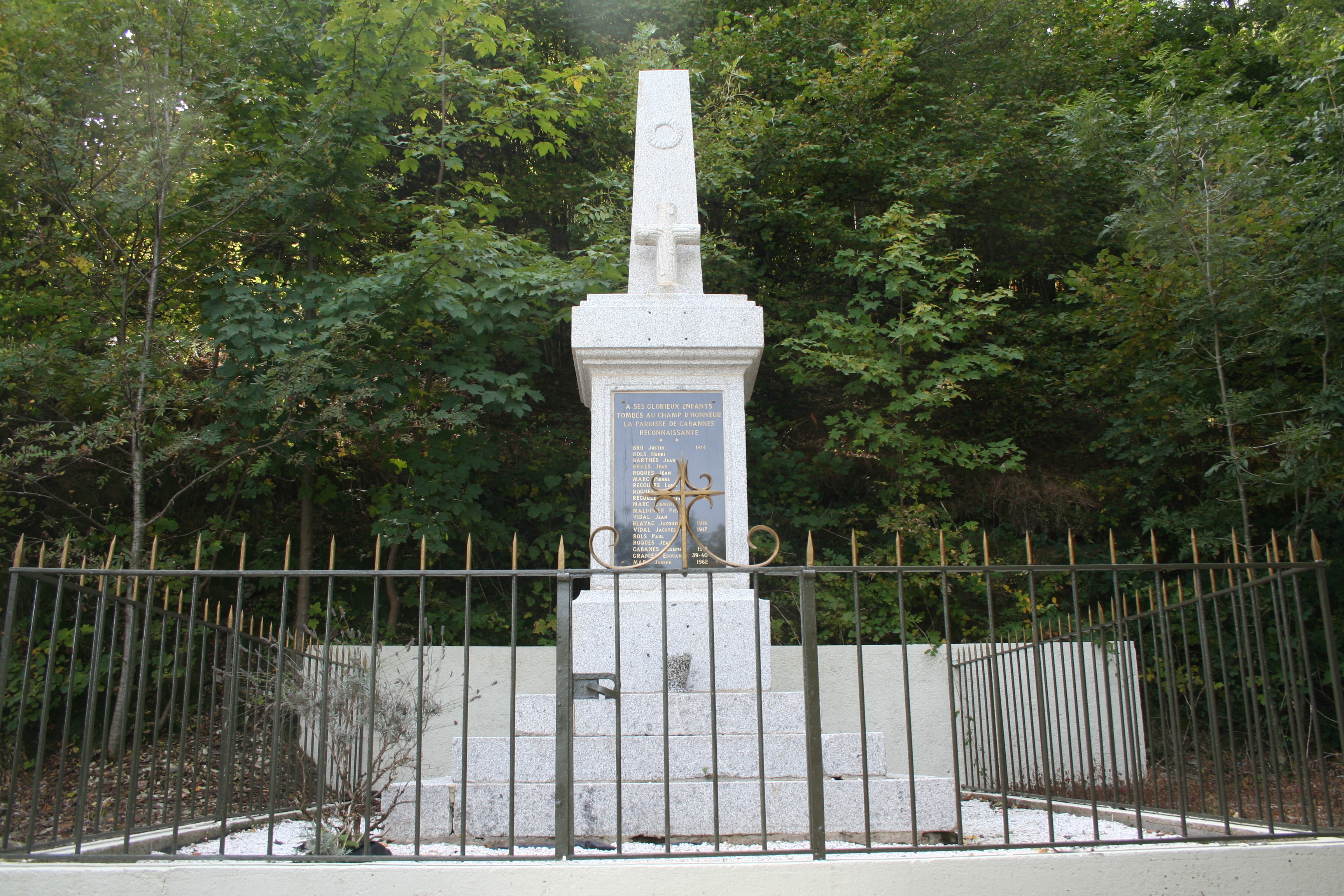
Kriegerdenkmal
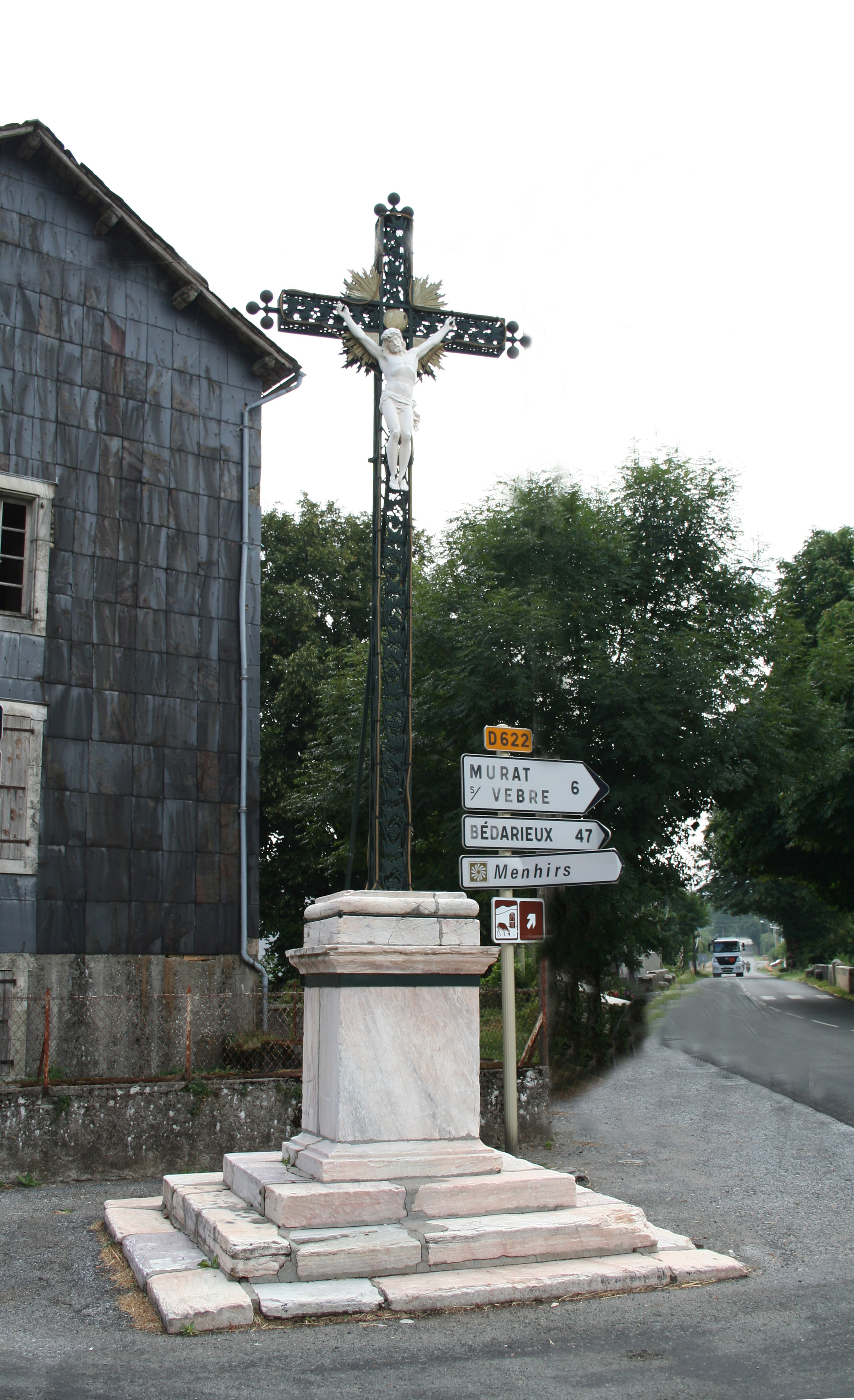
Eines der Flurkreuze
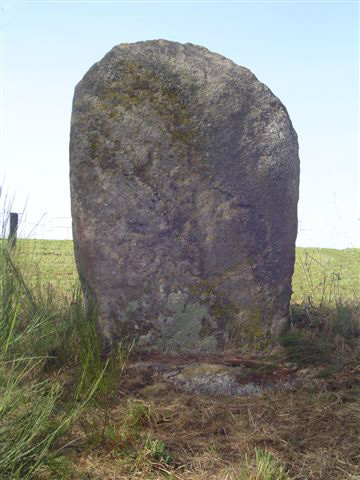
Einer der Menhire